# 새희망당

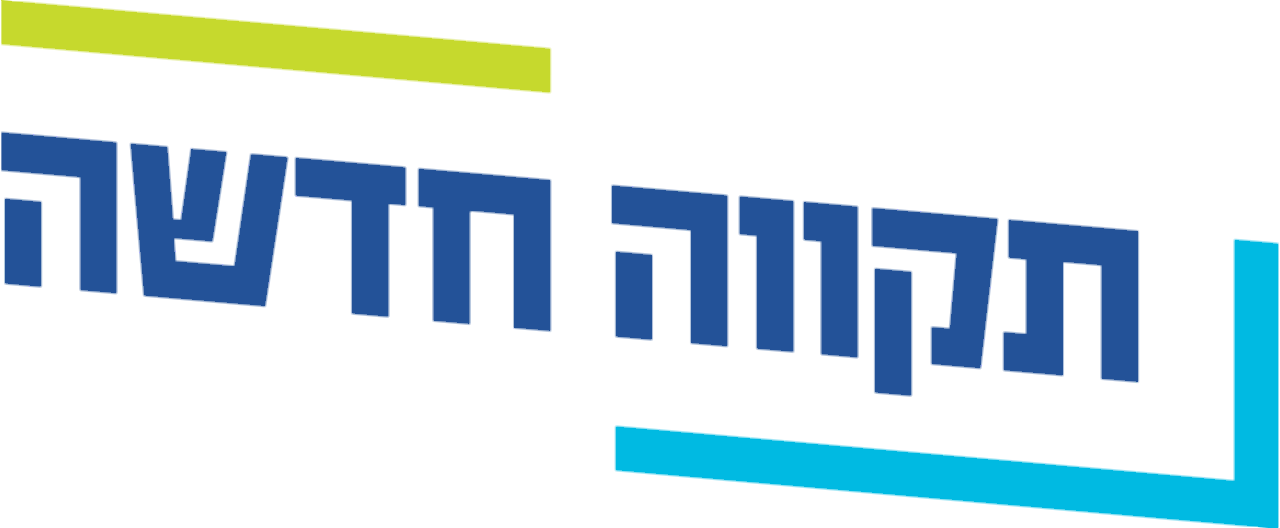

새희망당(히브리어: תקווה חדשה)은 이스라엘의 중도우파 ~ 우파 정당이다.

## 역사
2020년 12월 8일 리쿠드 소속 국회의원이자 전직 장관이었던 기데온 사르가 창당했으며, 사르는 다음 날 의원직 사표를 제출했다. 같은 날 데레흐 에레츠 소속 의원 2명 ― 요아즈 헨델 및 즈비 하우저가 이 당에 입당했으며, 28일 리쿠드 의원 이파트 샤샤비톤, 미찰 시르, 샤렌 하스켈, 제브 엘킨도 입당했다. 같은 날 메이르 이츠하크 할레비도 참여했다. 2021년 1월 21일 베니 베긴, 다니 다얀도 입당했으며, 힐라 바잔은 31일에 합류했다.
2021년 1월 4일 야미나와 추가 표결 협약을 맺었다.